# Mier
Mier es una localidad, cabecera del municipio de Mier, en el estado mexicano de Tamaulipas. Se localiza en la frontera entre Estados Unidos y México, cerca de la presa Falcón, en la región conocida como "Frontera Chica". Desde el 2007 tiene el título de Pueblo Mágico, otorgado por la Secretaría de Turismo de México.

## Historia

Edificio antiguo.

Lo que hoy es Ciudad Mier fue fundada el 6 de marzo de 1753 por Jose de Escandón con el nombre de Villa del Paso del Cántaro y que posteriormente pasaría a ser conocida con el nombre de Estancia de Mier. Fue fundada, durante la época del Virreinato de Nueva España por 9 familias procedentes de la villa de Camargo y 10 familias de Cerralvo poblando a Mier 19 familias; 
El pueblo se llama Mier por el gobernador de Nuevo León de 1710 a 1714, Francisco Mier y de Torre, quien solía pasar la noche allí en su camino a Texas. Comenzó a llamarse Estancia de Mier y luego simplemente Mier. Aquí es donde solían detenerse los barcos de vapor cuando subían por el Río Bravo.
Desde el año 1757 se unieron a la población familias originarias del entonces Nuevo Reino de León. Las casas estaban construidas de lodo y piedra, con una base económica de ganadería, venta de lana y pieles, con las ganancias compraban maíz y alimentos. En 1770 contaba con 65 habitantes, junto con un grupo de indígenas llamados garzas. El 27 de diciembre de 1842 fueron vencidas en Mier las fuerzas texanas invasoras de William S. Fisher y en 1843 los indígenas de Mier fueron usados contra invasiones de nativos provenientes de la frontera. Fue declarada ciudad en 1871, siendo gobernador del estado Servando Canales Molano. En 1934 Mier pierde su aduana fronteriza y en el año 1950 la mitad de su territorio fue usado para crear el municipio vecino de Miguel Alemán.

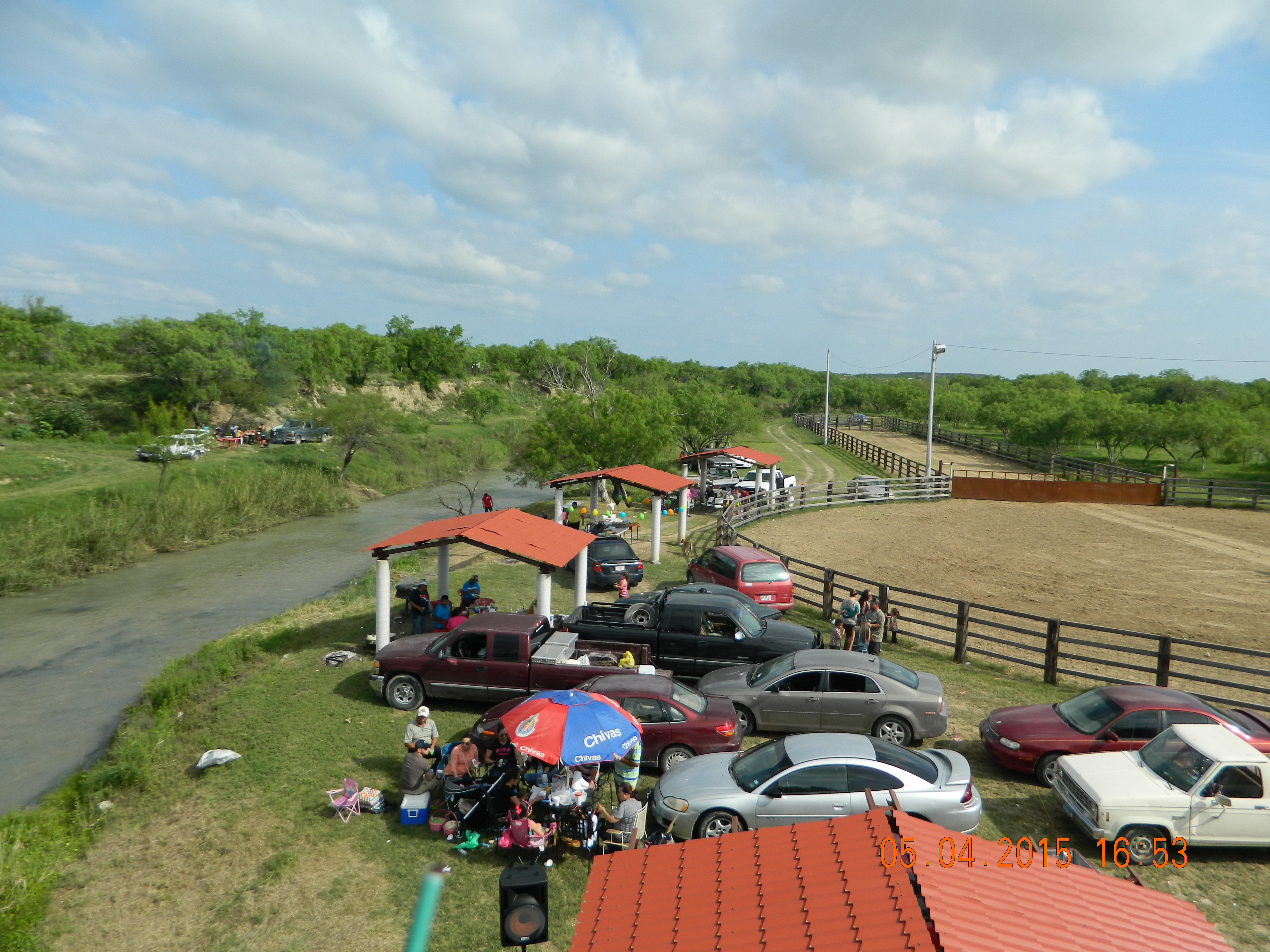
La Paleta en Ciudad Mier.

El 5 de diciembre de 2007 la ciudad fue declarada pueblo mágico. En noviembre de 2010 la mayoría de la población abandonó la ciudad, para irse a refugiar a Miguel Alemán debido a la violencia generada por la guerra contra el narcotráfico en México; el 17 de noviembre se informó que más de 300 familias que estaban albergadas en Miguel Alemán iniciaron su regreso.
En septiembre de 2011 ya se tiene una población aproximada de 100 habitantes, después de haber sido un tiempo pueblo fantasma, el ejército mexicano se encarga de custodiar la tranquilidad de los habitantes, se construyó una base militar a escasos kilómetros muy cerca de la localidad y cerca del borde fronterizo. En agosto de 2016 es declarado Ciudad Heroica por el Congreso del Estado de Tamaulipas.

## Características

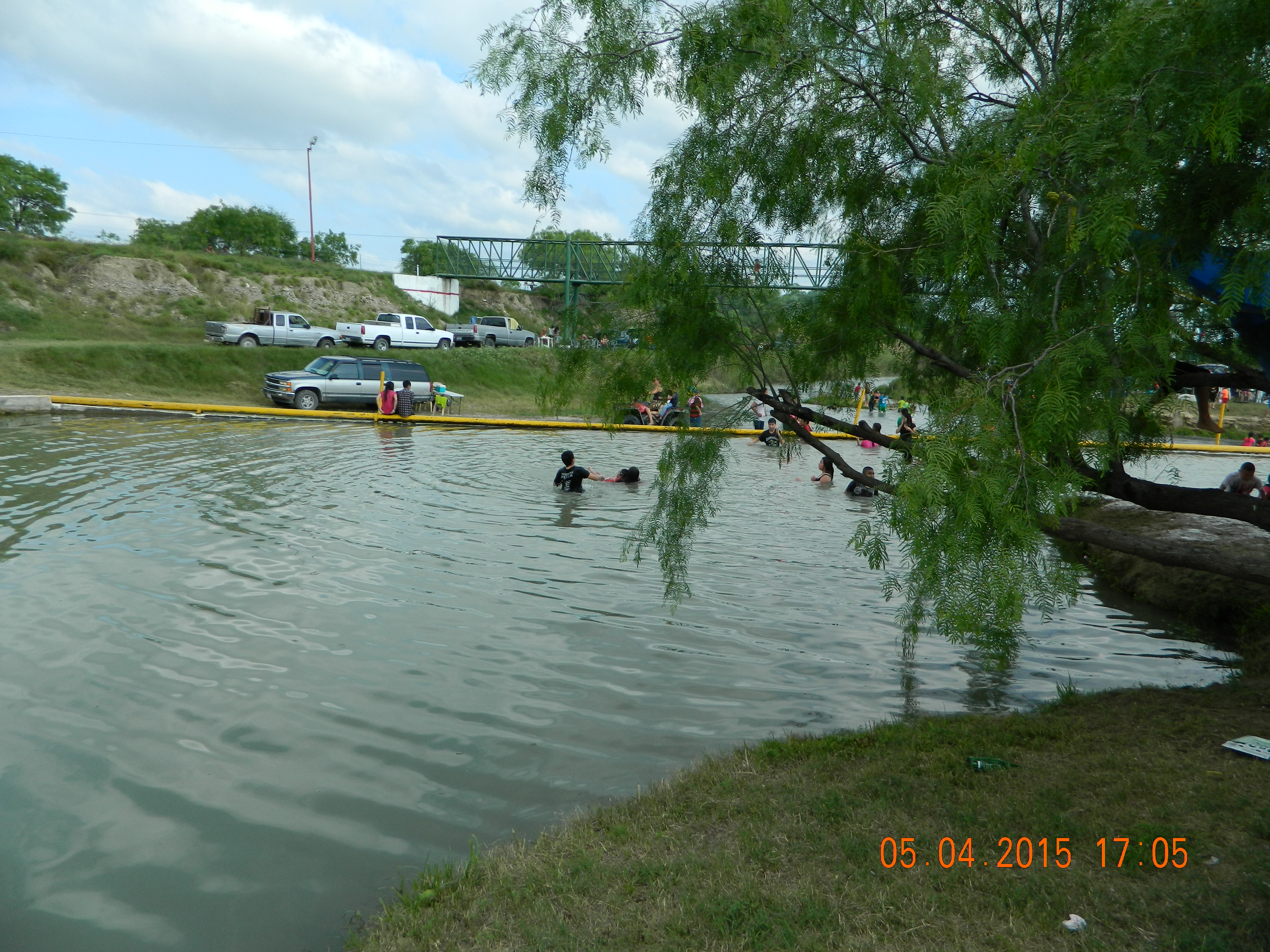
El Parian en Ciudad Mier.

Forma parte de la cuenca del Río Bravo, límite con Estados Unidos. El clima predominante en el Municipio es muy seco con temperaturas mínimas de 4 °C y máxima de 47 °C, con canículas. La precipitación pluvial media es de 500 mm. La orografía es considerada como semiplana, con pendientes en dirección oeste a este. Sus dos tipos de sueo son el fluisol éutrico en un 65 por ciento en la parte este, y cálcicos, en un 35 por ciento, en la parte oeste. Son tierras aptas para la agricultura y ganadería. La vegetación se compone del tipo semiárido, con matorral mediano y en las partes bajas, pastizales usados para la ganadería, las xerófitas como la opuntia sirve de apoyo a la ganadería cuando hay sequías. Existe fauna como la paloma ala blanca, gansos, patos, venados cola blanca, jabalí, conejo, liebre, tejón, gato rabón, armadillo, coyote y falcónidas. En la gastronomía se encuentran la semita, el pan de campo, las empanadas de cajeta y calabaza, pan de elote y pan de polvorones. Elementos tradicionales de la comida mexicana son las tortillas de harina, los atoles de pinole y de arroz con pasa, los tamales de elote, de venado, de jabalí, de acelgas con queso. También son conocidos en la región norte del estado la milanesa de res, cabrito en salsa y machacado con huevo.

## Cultura
La casa de los frijoles pintos es un lugar relevante de la ciudad, una construcción de gruesas paredes de cal y roca, fue lugar de una matanza entre elementos militares en 1842. Además en las calles de la ciudad existen elementos coloniales del Nuevo Santander del siglo XVIII. Es un lugar con artesanos de la arcilla, donde se producen hasta siete variedades de barro para la alfarería. Los artesanos elaboran macetas, ollas y piezas decorativas. Otros elementos culturales de la región son la costura y el bordado artesanal. Otros sitios destacados son la casa de la cultura, el Museo de la Batalla de 1842, la plaza de Armas o Plaza Juárez, la Plaza Guadalupe, una construcción de arquitectura vernácula del siglo XVIII. La parroquia de la Inmaculada Concepción, una iglesia de fachada novohispana y la capilla de San Juan, construida en 1835.

## Educación
Preescolar
- Jardín de Niños "Profr. Francisco Ramírez Canales", data de 1945
- Jardín de Niños "Profr. Vladimir Treviño Rodríguez", data de 1980

Primaria
- Esc. Primaria "Profr. Francisco Ramírez Canales", data de 1947
- Esc. Primaria "Club de Leones No. 1", data de 1962
- Esc. Primaria "México 70", data de 1970

Secundaria
- Esc. Sec. General "Presidente Adolfo Ruiz Cortines", data de 1947

Bachillerato
- COBAT 11 data de 1990 (Antes Preparatoria CRNL Jesús Ramírez Quintanilla, data de 1957-1990)

## Hermanamientos
- Roma (Texas), Estados Unidos:[16][17]